# 青木正太郎

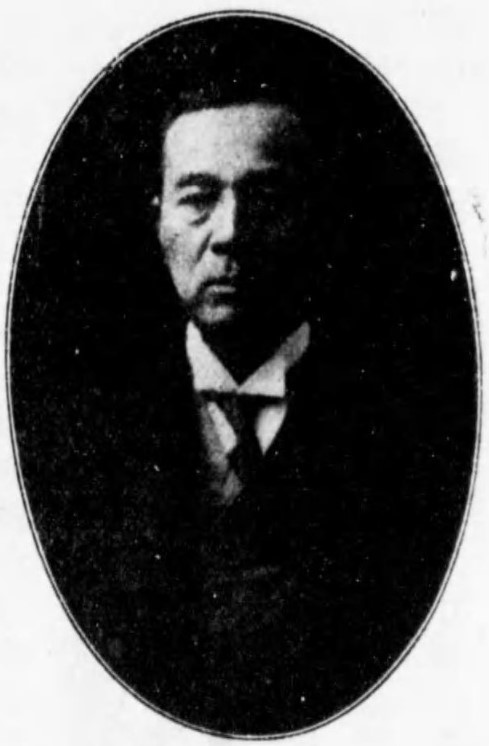
青木正太郎

青木 正太郎（あおき しょうたろう、安政元年3月18日（1854年4月15日） - 昭和7年（1932年）7月20日）は、日本の実業家、政治家。衆議院議員を経て、東京米穀商品取引所理事長や、京浜電気鉄道社長を務めた。

## 人物・経歴
武蔵国多摩郡相原村（神奈川県南多摩郡堺村、その後東京府に移管され現町田市相原町）の豪農、青木勘次郎の長男として生まれる。幼少時は父から勉強することを禁じられていた。1882年から神奈川県会議員を務め、埼玉往還の開設にあたるなどした。1884年武相銀行頭取。1896年には自由党から衆議院議員選挙に出馬したが進歩党との関係が疑われて除名となり落選した。1898年無所属で出馬して衆議院議員に当選した。選挙資金の金策に窮した際には雨宮敬次郎の紹介で安田善次郎から借り入れを行った。1907年東京米穀取引所理事長。1908年には東京商品取引所と合併して合併後の東京米穀商品取引所理事長に就任。1910年京浜電気鉄道社長。1923年の関東大震災後、京浜電気鉄道社長に再就任。
社長を務めていた横浜倉庫が1932年に日本銀行に乗っ取られ、遺言に「当会社財政難渋の基因をなせしものは日本銀行の承認指導に発生せしものにして自分等を死地に陥入れその奸策を以て自分等重役全員の辞職要求を強制する心事の陋劣唾棄すべく、一言一句、厘毛の確実を基礎とせる信用を以て吾が日本帝国否世界金融界に厳然たるべき日本銀行当局者の態度なるべき乎」と日銀への怒りを記したとされる。

## 親族
- 父・青木勘次郎 ‐ 豪農。東京と神奈川にまたがる地所を持つ裕福な一家。[10][11]
- 長女・ノブ（1876-） ‐ 独文学者で東京帝大教授の青木昌吉（中溝昌弘長男）の妻。[12]。
- 長男・青木寛治（1883-） ‐ 東京帝国大学文科大学文学科でドイツ語を専攻し、一高の教師、東大のドイツ語講師を務め、帰農して農事を研究していたが、妻子を残して早世。岳父は万朝報経営者の山田藤吉郞。[11][13][10]
- 三女・サハ（1886-） ‐ 米穀商・佐東秀太郎の妻。秀太郎は株仲買人から京浜電気鉄道社長(1907-1909、正太郎の前々代)になった栗生武右衛門（1853-1936）の弟で佐東伊兵衛の養子となり家督を継いだ。秀太郎の甥（武右衛門長男）に西洋法制史学者で東北帝国大学法文学部法史学講座初代教授の栗生武夫がいる。[10][14][15][16][17]